# Anton Nissen

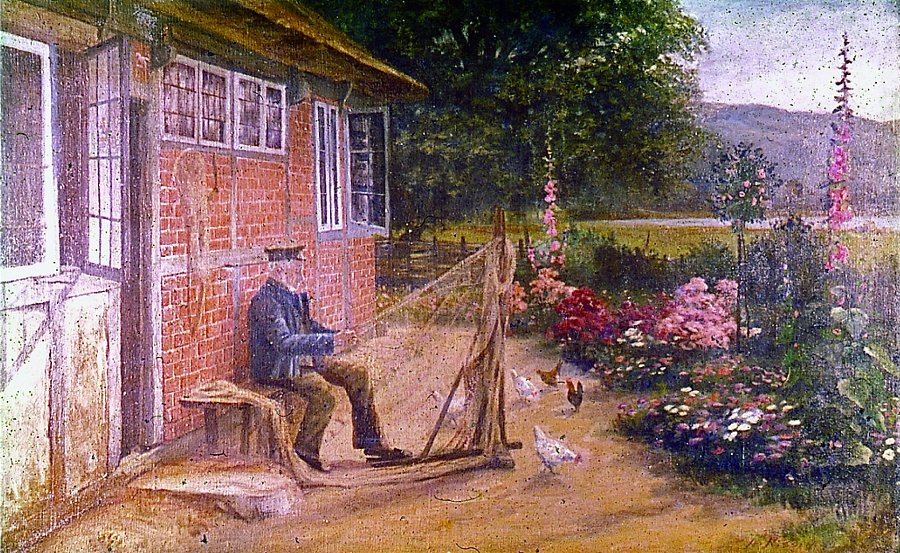
Netz flickender alter Fischer vor seinem Haus in Gothmund

Anton Nissen (* 18. November 1866 in Tondern; † 28. September 1934 in Achim bei Bremen) war ein deutscher Landschaftsmaler.

## Leben
Anton Nissen absolvierte nach dem Schulbesuch in Rendsburg eine landwirtschaftliche Ausbildung. Mit 22 Jahren erhielt er dann Unterricht im Zeichnen bei Carl Ludwig Jessen. Sein nächster Lehrer Momme Nissen nahm ihn mit an die Großherzoglich-Sächsische Kunstschule Weimar, wo er bei Stanislaus von Kalckreuth und Theodor Hagen studierte. Um 1890 siedelte er zu seiner Weiterbildung nach München über, eröffnete dort ein eigenes Atelier und machte die Bekanntschaft von Otto Heinrich Engel. Von München aus besuchte er die Künstlerkolonien in Dachau, Haimhausen und lebensbestimmend Ekensund an der Flensburger Förde. 1891 kam er mit Walter Haeckel zum Malen nach Gothmund. 1896 verlegte er seinen Lebensmittelpunkt nach Hamburg und verstärkte von da aus seine Kontakte nach Ekensund. 1902 bezog er mit seiner Ehefrau, der Malerin Maria Nissen, ein größeres Anwesen im benachbarten Rinkenis, welches schnell zu einem zweiten Mittelpunkt der Künstlerkolonie Ekensund wurde. Nissen wurde für seine Landschaftsbilder aus Nordschleswig bekannt. Seine Bilder befinden sich in dänischen Museen und im Museumsberg Flensburg.
Er war der Vater des Seglers und Malers Arndt Georg Nissen.